# Hadji Mohammad Ajul
Hadji Mohammad Ajul est la municipalité la plus orientale de la province de Basilan, aux Philippines et de l'île du même nom C'est une nouvelle municipalité créée en 2006 par détachement de Tuburan. Sa population est de 15 962 habitants au recensement de 2010 répartie en 11 barangays.